# Callinicus calcaneus
Callinicus calcaneus är en tvåvingeart som beskrevs av Friedrich Hermann Loew 1872. Callinicus calcaneus ingår i släktet Callinicus och familjen rovflugor.
Artens utbredningsområde är Kalifornien. Inga underarter finns listade i Catalogue of Life.